# الترقية (فلم)
الترقية (بالإنجليزية: Upgraded) هو فيلم كوميدي رومانسي أمريكي عام 2024 من إخراج كارلسون يونج وبطولة كاميلا مينديز وأرتشي رينو وتوماس كريتشمان وغريغوري مونتيل ولينا أولين وماريسا تومي.
صدر الفيلم على أمازون برايم فيديو في 9 فبراير 2024.

## الحبكة
آنا متدربة طموحة، تحلم بالعمل في عالم الفن بينما تحاول إقناع رئيستها المتطلبة، كلير. عندما تتم ترقية آنا إلى الدرجة الأولى في رحلة عمل، تلتقي بويل الوسيم، الذي يخطئ في أن آنا هي رئيسها - وهي كذبة بيضاء تؤدي بعد ذلك إلى سلسلة ساحرة من الأحداث والرومانسية والفرص، حتى يهدد كذبها بالظهور.

## طاقم التمثيل
- كاميلا منديس بدور آنا
- ارشي رينو بدور ويليام
- ماريسا تومي في دور كلير
- لينا أولين في دور كاثرين
- أنتوني هيد في دور جوليان ماركس
- توماس كريتشمان في دور أرنولد جرانت
- جريجوري مونتيل في دور جيرارد أبيل
- راشيل ماثيوز في دور سوزيت
- فولا إيفانز أكينجبولا في دور رينيه
- ايمي كاريرو في دور فيفيان
- أندرو شولز في دور روني
- ساويرس-مونيكا جاكسون في دور إيمي